# Musée des Beaux-Arts de Valenciennes

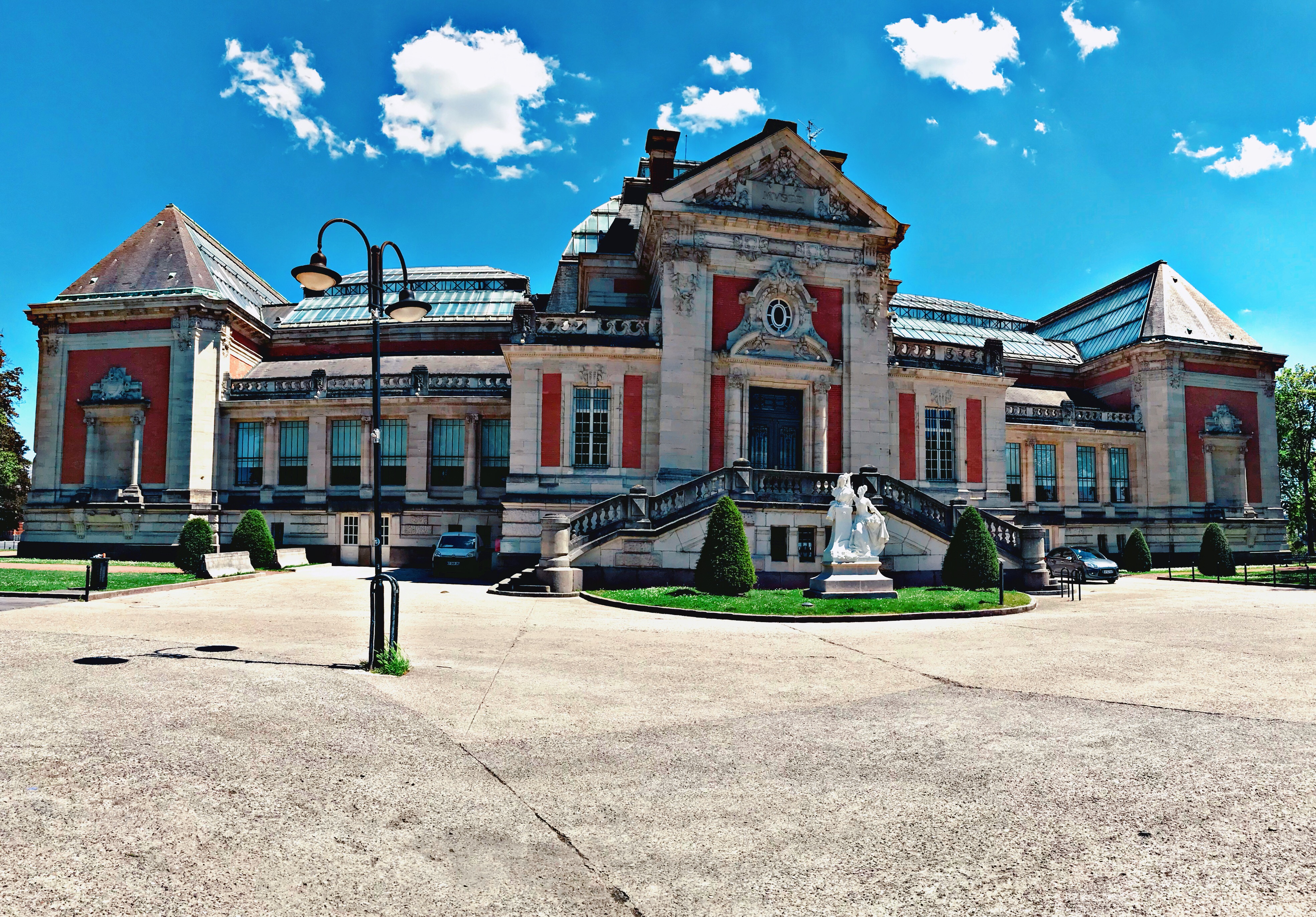
Voorgevel

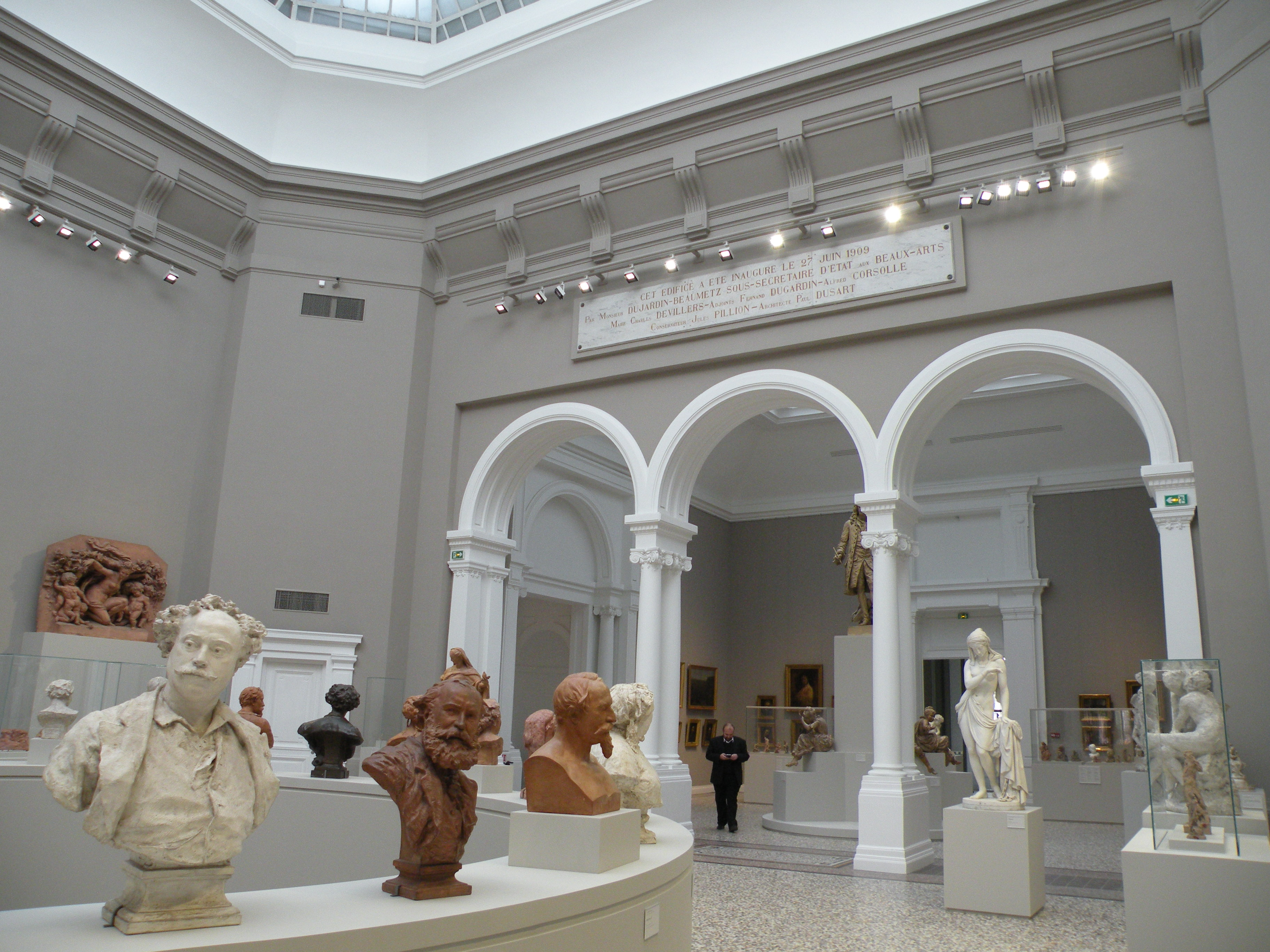
Binnenaanzicht

Het Musée des Beaux-Arts de Valenciennes is het museum voor schone kunsten van de Franse stad Valenciennes. Het bestaat sinds 1801 en huist in een gebouw uit 1909. De collectie bestaat voor een groot deel uit Vlaamse schilderkunst en uit beeldhouwwerk van Jean-Baptiste Carpeaux.

## Geschiedenis
De kiem van de verzameling gaat terug op de in 1782 opgerichte Académie de Peinture et de Sculpture van de stad. Bij hun toelating tot de academie leverden kunstenaars zoals François Watteau een receptiestuk. Tijdens de Franse Revolutie werd de academie in 1794 gesloten en werd vanaf 1798 geconfisqueerde kunst ondergebracht in het gebouw, waaronder de rijke collectie-de Croÿ en het Sint-Stefanusaltaar van Rubens. Dit werd de kern van het museum dat in 1801 opende. Het behoorde niet tot de instellingen die dankzij het Besluit Chaptal werden begiftigd. Vanaf 1827 werden dan toch van staatswege werken geschonken of in bewaring gegeven, wat in 1834 noopte tot een verhuizing naar het Hôtel de Ville.
Eind 19e eeuw werden de stadsomwallingen gesloopt. In het kader van de stadsvernieuwing werd in 1897 een wedstrijd uitgeschreven voor een nieuw museumgebouw. Uiteindelijk was het de stadsarchitect Paul Dusart die de opdracht in de wacht sleepte. De opening vond plaats in 1909.
Tijdens de Eerste Wereldoorlog onder de Duitse bezetting werd het museum gesloten en in 1916 aangeduid als bewaringsplek in het kader van de kunstschutz. Ook werken uit Rijsel, Cambrai, Douai en andere plekken werden er verzameld. Bij de Duitse terugtocht in 1918 liep er een tentoonstelling Geborgene Kunstwerke aus dem besetzten Nordfrankreich, bezocht onder het gedaver van de geallieerde kanonnen. In oktober evacueerden de Duitsers duizenden kunstwerken op drie binnenschepen naar Brussel. Na de capitulatie keerden ze terug in het van bomschade herstelde museum, dat in 1920 weer opende.
In het Interbellum organiseerde conservator Adolphe Lefrancq vele tentoonstellingen, waaronder de centenaire van Carpeaux in 1927. De Duitse invasie in 1940 leidde op 10 mei tot een grote stadsbrand die onder meer het stadhuis in de as legde, maar het museum spaarde. De collectie werd in veiligheid gebracht naar een kasteel in Bretagne.
Na de oorlog werd het museum van Valenciennes een van de 33 musées classés van het land. Het heropende in 1950 onder conservator Raymond Blanc. Bij een nodige renovatie in 1995 werd een archeologische crypte toegevoegd. De instelling werd in 2002 verklaard tot Musée de France en kreeg in 2015 een nieuwe renovatie. De bezoekersaantallen bedragen doorgaans enkele tienduizenden per jaar, met een uitschieter van 140.000 in 2007.

## Collectie
De schilderkunst in het Musée des Beaux-Arts loopt van de middeleeuwen tot de 20e eeuw. Vooral de Vlaamse meesters zijn sterk vertegenwoordigd. Er hangen ook veel Franse schilderijen, onder meer van Antoine Watteau en Camille Pissarro. In de afdeling sculptuur is een mooie selectie uit het werk van de lokale beeldhouwer Jean-Baptiste Carpeaux te zien. Voorts beschikt het museum over een archeologische crypte en over een prentenkabinet.

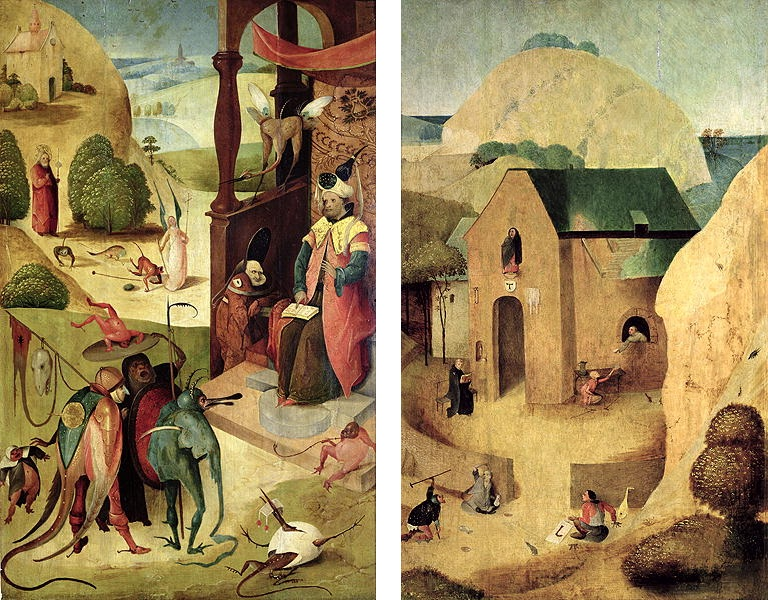
De heilige Jacobus en de magiër Hermogenes
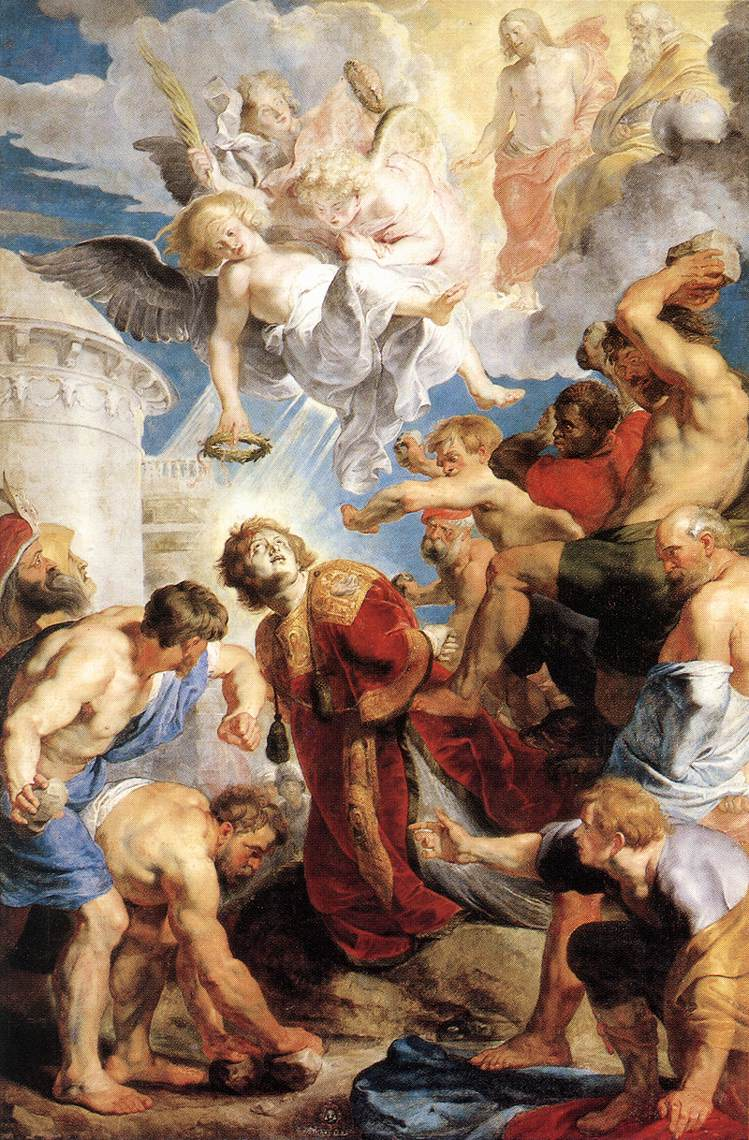
De steniging van de H. Stefanus (Rubens)
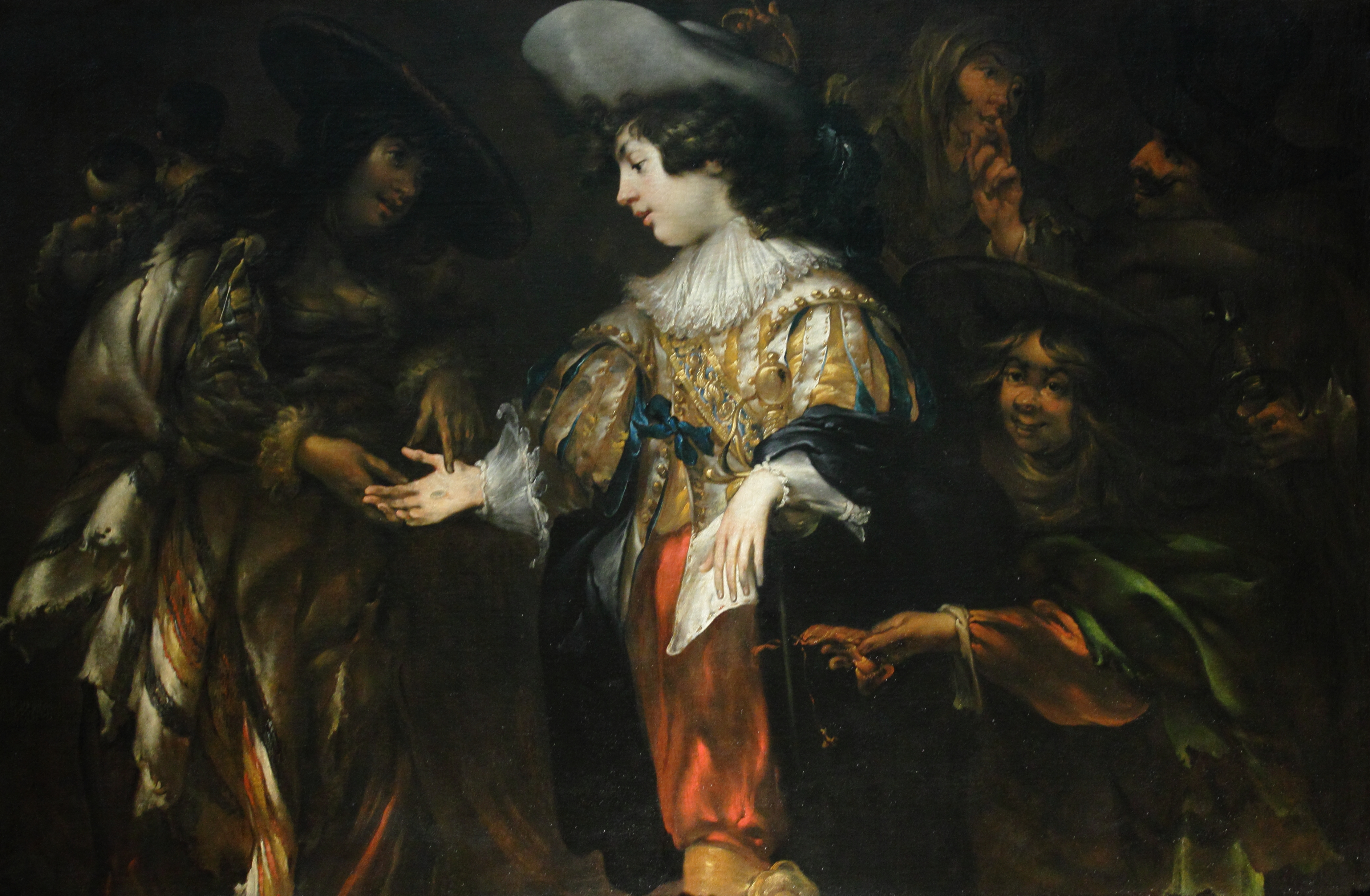
De waarzegster (Cossiers)
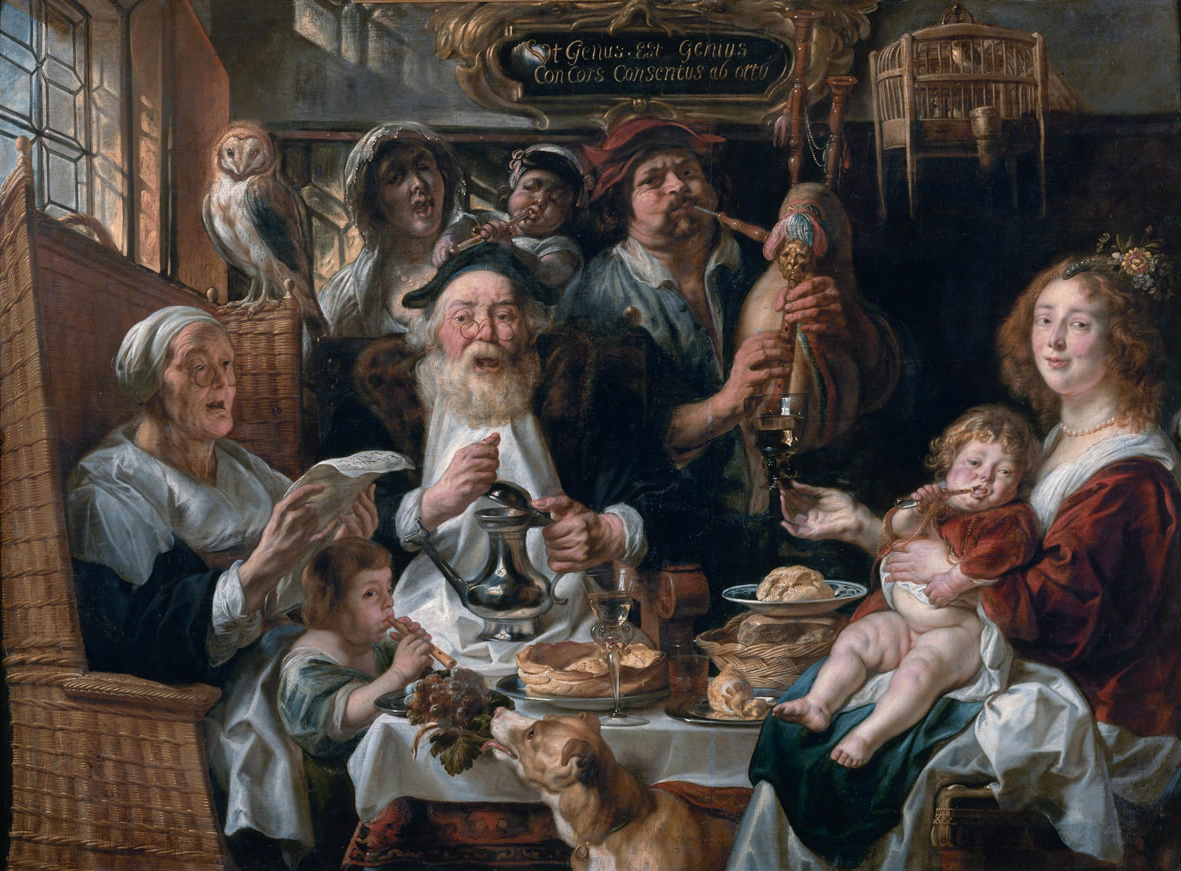
Zo de ouden zongen, zo piepen de jongen (Jordaens)
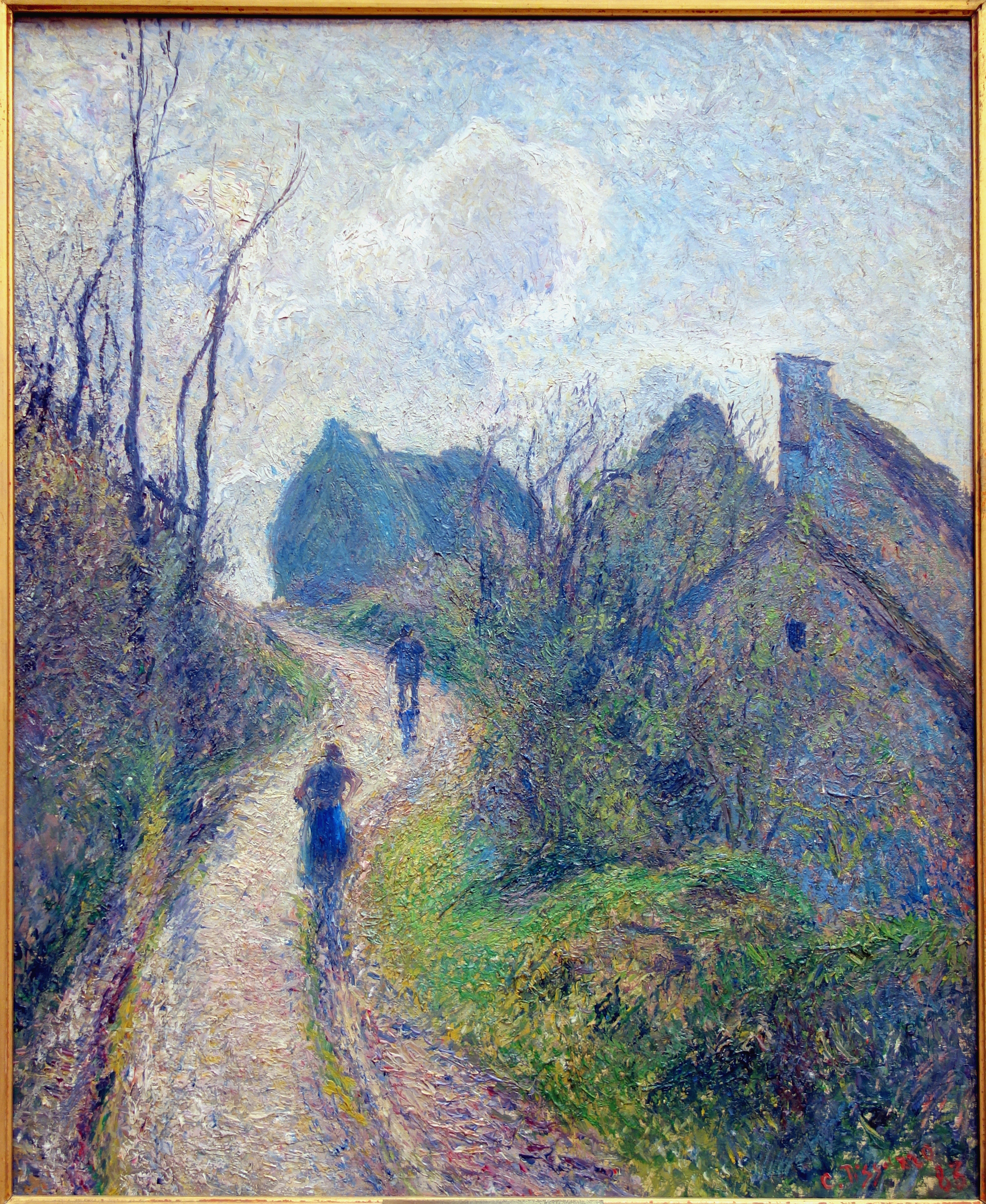
De weg naar Osny (Pissarro)
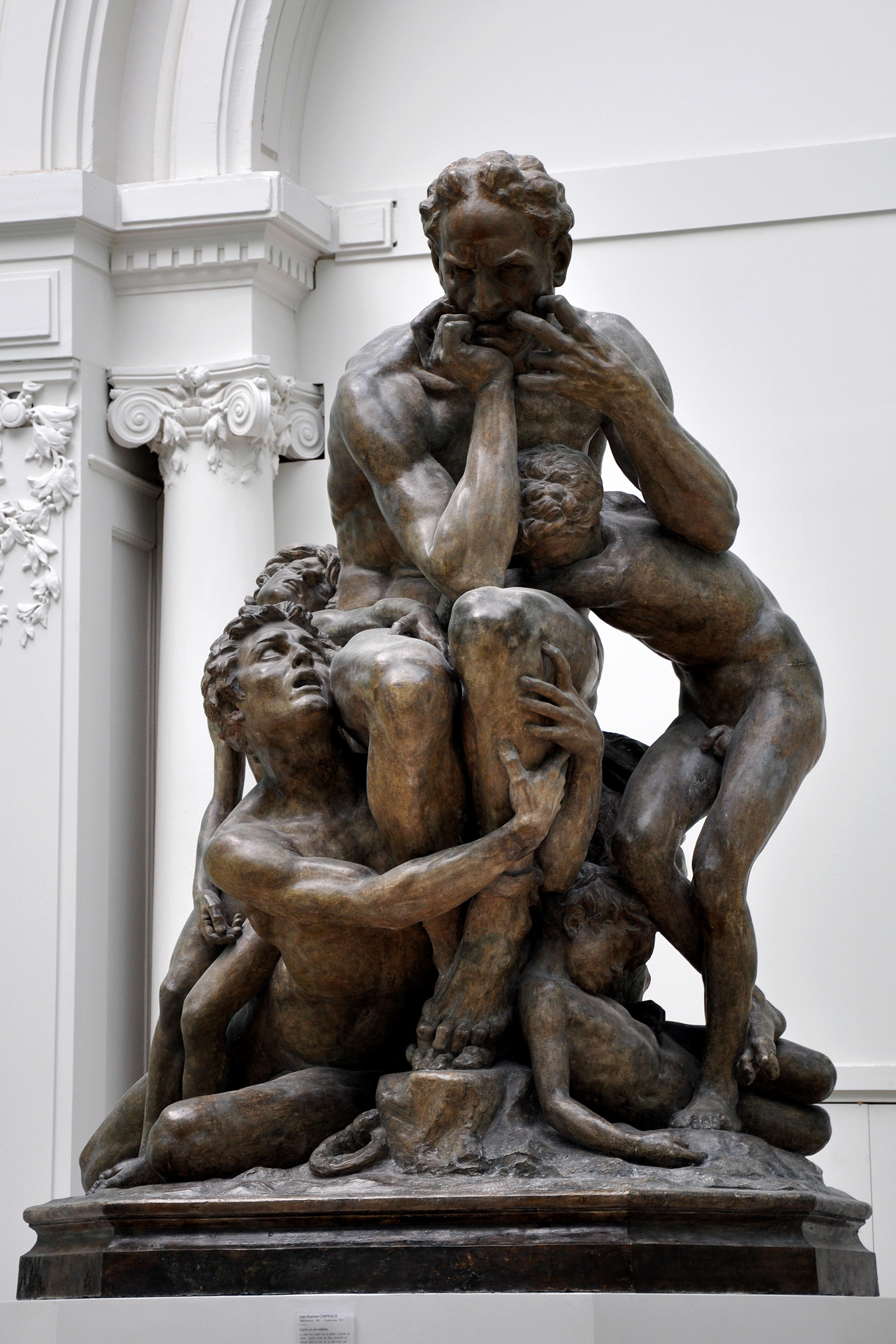
Ugolino en zijn zonen (Carpeaux)
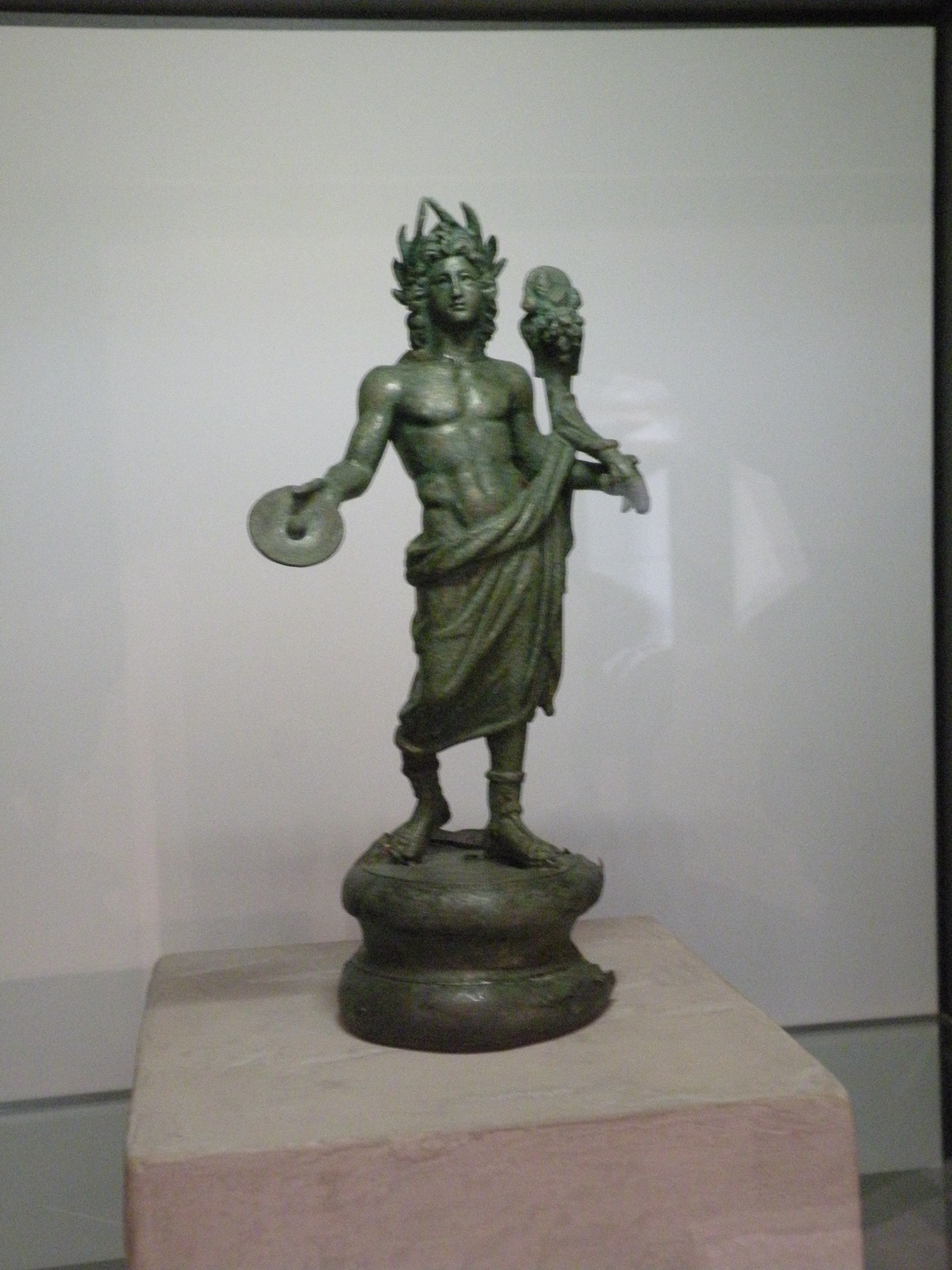
Romeins Larbeeld

## Voetnoten
1. ↑  Alexandre Holin, De Valenciennes vers Bruxelles, l'odyssée des collections du Nord de la France, Musénor (geraadpleegd 17 december 2020)